# Petrivka-Popivka, Lîseanka
Petrivka-Popivka (în ucraineană Петрівка-Попівка) este o comună în raionul Lîseanka, regiunea Cerkasî, Ucraina, formată numai din satul de reședință.

## Demografie
Componența lingvistică a comunei Petrivka-Popivka
     Ucraineană (99,66%)
Conform recensământului din 2001, majoritatea populației comunei Petrivka-Popivka era vorbitoare de ucraineană (99,66%), existând în minoritate și vorbitori de alte limbi.